# استاد ذا سيفنز
استاد ذا سيفنز هو ملعب (استاد) رياضي متعدد الاستخدامات للرجبي وكرة القدم وكرة القدم الغالية وكرة القدم الأسترالية وكرة الشبكة وكرة السلة وكريكيت والتنس موجود في إمارة دبي، الإمارات العربية المتحدة.
استضاف الاستاد العديد من البطولات والمسابقات الدولية، يحتوي الملعب الرئيسي على 4000 مقعد دائم يمكن أن تزيد إلى 50,000 مقعد باستخدام هياكل مؤقتة ويحتوي المجمع على موقف للسيارات يضم 15,000 مكان.
تقام بطولة طيران الإمارات لسباعيات الرجبي في هذا الملعب كما تقام حفلات موسيقية لمغنين عالميين فيه.
يتمتع الملعب بموقع مميز حيث يبعد 30 دقيقة عن مطار دبي الدولي كما يتميز بوجود المطاعم والمقاهي لخدمة زواره